# Signature Bank
Signature Bank — американский коммерческий банк с штаб-квартирой в Нью-Йорке и офисами в Нью-Йорке, Коннектикуте, Калифорнии, Неваде и Северной Каролине. К концу 2022 года активы банка составляли 110,4 млрд долларов и депозитные вклады — 82,6 млрд долларов.
Signature Bank был основан в 2001 году бывшими сотрудниками Republic National Bank of New York после того, как тот был поглощён HSBC. Банк специализировался на корпоративных клиентах, имеющих тесные личные связи. Большую часть своей истории банк работал на территории Нью-Йорка, пока в конце 2010-х годов не начал открывать клиентские офисы в других штатах и расширять сферу деятельности. В 2018 году Signature Bank начал оказывать услуги в области криптовалютных инвестиций. В 2021 году криптовалютный бизнес составлял около 30 % от общих активов банка.
12 марта 2023 года, спустя два дня после банкротства Silicon Valley Bank, власти Нью-Йорка остановили деятельность банка в связи с неспособностью Signature Bank обеспечить вклады своих клиентов. Потери вкладчиков составили свыше 118 млрд долларов, что поставило крах Signature Bank на третье место в списке крупнейших банкротств банковских структур в истории США.
20 марта было объявлено, что значительную часть активов SB (на 38,4 миллиарда долларов) купит New York Community Bank. Еще 60 миллиардов останутся в распоряжении Федеральной корпорации страхования вкладов.

## История
Signature Bank был основан 1 мая 2001 года Джозефом Дж. ДеПаоло, президентом и главным исполнительным директором банка; Скоттом А. Шей, председатель правления; и Джоном Тамберлейном, вице-председатель и директор. Двое первых были бывшими сотрудниками Republic National Bank of New York, который годом ранее был куплен HSBC. Банк в первую очередь ориентировался на состоятельных клиентов. К февралю 2003 года активы банка быстро выросли до 950 миллионов долларов, и в первые пять процентов крупнейших коммерческих банков США.
После завершения первичного публичного размещения акций в марте 2004 года акции банка начали торговаться на NASDAQ с индексом SBNY. С 2004 по 2014 год стоимость его акций выросла на 650 процентов, что в 10 раз превышает доходность S&P 500 и вдвое превышает доход материнской компании Silicon Valley Bank, SVB Financial Group, следующего по эффективности учреждения; в статье 2014 года в Crain’s New York Business Signature был назван «самым успешным банком Нью-Йорка».
В конце 2010-х годов Signature Bank начал расширять свою деятельность географически и по отраслям, открыв офис в Сан-Франциско в 2018 году. Банк также открыл офисы в Южной Калифорнии, Северной Каролине и Неваде; к марту 2023 года у него было 40 офисов.
По состоянию на конец 2022 года активы банка составляли $110,4 млрд, из них $73,8 млрд приходилось на выданные кредиты. Принятые депозиты составляли $88,6 млрд, из них $31,5 млрд безпроцентных.

### Экспансия в криптовалюты
Начиная с 2018 года криптовалюты стали основным направлением деятельности банка, поскольку в том же году он начал принимать клиентов из отрасли; Signature Bank быстро стал одним из наиболее широко используемых банков криптовалютными фирмами. Доля депозитов в Signature Bank от компаний сектора выросла до 16 процентов к апрелю 2021 года и до 30 процентов к февралю 2023 года. Основой её криптовалютного бизнеса была Signet, платёжная сеть, открытая в 2019 году для утвержденных клиентов, которая позволяла в режиме реального времени осуществлять валовые расчёты по переводам средств через блокчейн без третьих лиц или комиссий за транзакции, подобно Ripple; к концу 2020 года у Signature Bank было 740 клиентов, использующих Signet.

### Крах Signature Bank
Закрытие произошло через два дня после краха Silicon Valley Bank на фоне продолжающейся череды банкротств американских банков.
|                     | 2007  | 2008  | 2009  | 2010  | 2011  | 2012  | 2013  | 2014  | 2015  | 2016  | 2017  | 2018  | 2019  | 2020  | 2021  | 2022  |
| ------------------- | ----- | ----- | ----- | ----- | ----- | ----- | ----- | ----- | ----- | ----- | ----- | ----- | ----- | ----- | ----- | ----- |
| Выручка             | 0,311 | 0,351 | 0,421 | 0,509 | 0,623 | 0,697 | 0,787 | 0,959 | 1,144 | 1,360 | 1,506 | 1,732 | 1,973 | 2,007 | 2,311 | 3,711 |
| Чистая прибыль      | 0,027 | 0,043 | 0,063 | 0,102 | 0,150 | 0,185 | 0,229 | 0,297 | 0,373 | 0,396 | 0,387 | 0,505 | 0,586 | 0,528 | 0,918 | 1,337 |
| Активы              | 5,845 | 7,192 | 9,146 | 11,67 | 14,67 | 17,46 | 22,38 | 27,32 | 33,45 | 39,05 | 43,12 | 47,36 | 50,59 | 73,89 | 118,4 | 110,4 |
| Собственный капитал | 0,426 | 0,698 | 0,804 | 0,945 | 1,408 | 1,650 | 1,800 | 2,496 | 2,892 | 3,612 | 4,032 | 4,407 | 4,745 | 5,827 | 7,841 | 8,013 |